# Mubaraka
Mubaraka (arab. ‏مُبَارَكَةٌ‎ Mubāraka), dialektalnie M’barka – imię żeńskie pochodzenia arabskiego.
Imię to ma korzenie religijne i wywodzi się od arabskiego rdzenia słowotwórczego b-r-k (‏ب ر ك‎) odnoszącego się do błogosławienia. Pod względem gramatycznym jest to imiesłów bierny rodzaju żeńskiego III klasy i oznacza dosłownie „błogosławiona, szczęśliwa” (a więc podobnie jak imiona łacińskie Beata i Benedykta).
Męskim odpowiednikiem jest imię Mubarak (arab. ‏مُبَارَكٌ‎ Mubārak), dosł. „błogosławiony, szczęśliwy”.